# Fabrizio Andreatta

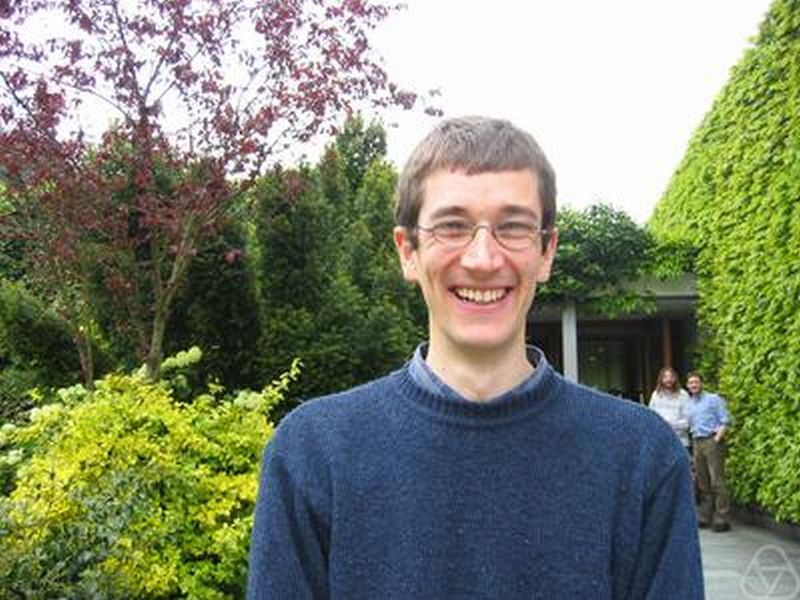
Fabrizio Andreatta 2005

Fabrizio Andreatta (* 1972) ist ein italienischer Mathematiker.
Andreatta wurde 2000 an der Universität Utrecht bei Frans Oort promoviert (Boundary properties of the Torelli locus). Er ist Professor an der Universität Mailand (Università degli Studi di Milano).
Er befasst sich mit arithmetischer algebraischer Geometrie, p-adischer Hodge-Theorie und p-adischen Modulformen, Shimura-Varietäten und Modulräumen abelscher Varietäten.
Er war eingeladener Sprecher auf dem Internationalen Mathematikerkongress in Rio de Janeiro 2018 (p-adic variation of automorphic sheaves, mit Vincent Pilloni, Adrian Iovita). 

## Schriften
- mit E. Z. Goren, B. Howard, K. Madapusi Pera: Faltings heights of abelian varieties with complex multiplication , Annals of Mathematics, Band 187, 2018, S. 391–531.
- mit Adrian Iovita, Vincent Pilloni: p-adic families of modular cusp forms, Annals of Mathematics, Band 181, 2015, S. 623–697, Arxiv
- mi Iovita, Pilloni: Le Halo Spectral, 2015, Ann. Sci. ENS
- mit Iovita, Pilloni: On overconvergent Hilbert modular cusp forms, Astérisque, Band 382, 2016, S. 163–193
- mit Iovita, Pilloni:  The adic, cuspidal, Hilbert eigenvarieties , Research in the Mathematical Sciences, Band 3, 2016, S. 34
- mit Iovita, Glenn Stevens: Overconvergent modular sheaves and modular forms for {\displaystyle GL_{2/F}} , Israel Journal of Mathematics, Band 201, 2014, S. 299–359
- mit E. Z. Goren: Hilbert modular forms: mod p and p-adic aspects. Memoirs of the American Mathematical Society, vol. 173, 2005